# Berlinguer ti voglio bene
Pour plus de détails, voir Fiche technique et Distribution.
Berlinguer ti voglio bene (litt. « Berlinguer, je t'aime ») est un film de comédie italien de 1977 écrit et réalisé par Giuseppe Bertolucci. Il s'agit du premier film de Bertolucci et de Roberto Benigni. 
Le film est basé sur la pièce de théâtre Cioni Mario di Gaspare fu Giulia, que Bertolucci a écrite et montée en 1975 et dans laquelle Benigni a joué le personnage de Mario Cioni, un personnage qu'il a repris dans l'émission de variété télévisée Onda libera,. Le titre est une déclaration d'amour de Cioni à Enrico Berlinguer, alors chef du Parti communiste italien. 

## Synopsis
Mario Cioni est un « bon gars » du peuple de Toscane, qui travaille comme ouvrier du bâtiment. Ses amis lui font des blagues, tandis qu'il vit dans le mythe d'Enrico Berlinguer. Mario est très attaché à sa mère, car il a le complexe d'Œdipe et est victime des moqueries de ses amis qui lui font croire que sa mère est morte au moment où il arrive enfin à faire la connaissance d'une fille. Rentré à la maison le lendemain matin il découvre que sa maman est bien vivante. Il recommence sa routine aliénante jusqu'à ce qu'un de ses amis, Bozzone, le bat aux cartes, lui faisant perdre 4 000 lires que Mario ne peut pas payer. Mario ne sait pas comment faire face à sa dette de jeu et Bozzone, en guise de paiement, lui demande de faire l'amour pour une fois avec sa mère.
Ce qui semble être encore une mauvaise blague d'ami se transforme en une solide réalité, puisque la mère de Mario et Bozzone, après la première expérience, commencent à s'aimer et à « vivre en famille », jetant le pauvre Mario dans l'oubli et dans une confusion morale de plus en plus profonde.

## Fiche technique
- Titre original :Berlinguer ti voglio bene
- Réalisation : Giuseppe Bertolucci
- Sujet : Roberto Benigni, Giuseppe Bertolucci
- Scénario : Roberto Benigni, Giuseppe Bertolucci
- Producteur : Gianni Minervini et Antonio Avati
- Maison de production : A.M.A. Film
- Distribution en italien : Euro International Film
- Photographie : Renato Tafuri
- Montage : Gabriella Cristiani ; superv. mont. Franco Arcalli
- Musique : Pier Luigi Farri, Franco Coletta
- Décors : Maria Paola Maino
- Durée : 90 min
- Rapport: 1,66:1
- Genre : comique, comédie, grotesque
- Pays de production :  Italie
- Pays :  Italie
- Année : 1977

## Distribution
- Roberto Benigni : Mario Cioni
- Alida Valli : La Mamma
- Carlo Monni : Bozzone
- Mario Pachi : Gnorante